# Júlio Botelho Moniz
Júlio Carlos Alves Dias Botelho Moniz (Lisbonne, 12 octobre 1900 — Lisbonne, 30 septembre 1970) est un militaire et homme politique portugais. Il accèdera au poste de général de l'Armée portugaise durant la dictature de l'Estado Novo. Il occupera aussi les fonctions de ministre de l'Intérieur et de ministre de la Défense, poste durant lequel, en avril 1961, il sera à l'origine d'une tentative de renversement du régime dirigé par António de Oliveira Salazar.

## Biographie
Au début de la seconde guerre mondiale, il est observateur pour l'armée portugaise en Allemagne. Entre le 6 septembre 1944 et le 4 février 1947, il occupe les postes de ministre de l'Intérieur et de Chef de l'État-Major Général des Forces Armées pendant le gouvernement de António de Oliveira Salazar. Entre 1949 et 1951, il est fonctionnaire militaire à Madrid et à Washington. En février 1953, il est promu au poste de général, avant de devenir Chef de l'État-Major Général des Forces Armées. Entre le 14 août 1958 et le 13 avril 1961, il exerce les fonctions de Ministre de la Défense. Il aura comme Sous-secrétaire d'État les généraux Afonso de Magalhães de Almeida Fernandes et Francisco da Costa Gomes.
En avril 1961, alors que viennent d'éclater les premiers attentats menés par les mouvements indépendantistes d'Angola, il prend la tête d'une tentative de coup d'état, avec le soutien de l'ancien président de la République Craveiro Lopes et d'autres personnalités proches du pouvoir. Le but est d'amener Salazar à démissionner tout en restant dans le cadre légal du régime. En fait, le thème de la décolonisation divise les partisans du régime. Pour Botelho Moniz et quelques autres personnalités, le Portugal doit s'engager dans une décolonisation progressive et essayer pendant qu'il est encore temps de créer une communauté à l'image du Commonwealth avec ses colonies. Il s'agit aussi de ne pas être isolé et de ne pas s'attirer les foudres des États-unis qui eux, soutiennent les mouvements indépendantistes et font comprendre qu'ils aimeraient bien un changement à la tête du régime portugais.
Le 5 avril, persuadé d'être soutenu, il demande au Président de la République Américo Tomás la démission de Salazar. Aussitôt, Salazar réagit et le 13 avril, alors que Botelho Moniz s'apprête à passer à l'action en compagnie d'Almeida Fernandes et Costa Gomes, ils sont renvoyés du gouvernement, perdant toute occasion d'agir de l'intérieur. C'est Salazar lui-même qui occupera dès lors le poste de Ministre de la Défense.

## Distinctions
- Grand-croix de l'ordre de l'Infant Dom Henri